# چارلز جنکینز
چارلز جنکینز (سیریلیک صربی: Чарлс Т. Џенкинс؛ زادهٔ ۲۸ فوریهٔ ۱۹۸۹) بازیکن بسکتبال اهل ایالات متحده آمریکا است.

## فعالیت ورزشی

### باشگاهی
از باشگاه‌هایی که در آن بازی کرده‌است می‌توان به فیلادلفیا سونتی‌سیکسرز و گلدن استیت واریرز اشاره کرد.